# 100 metres tanques

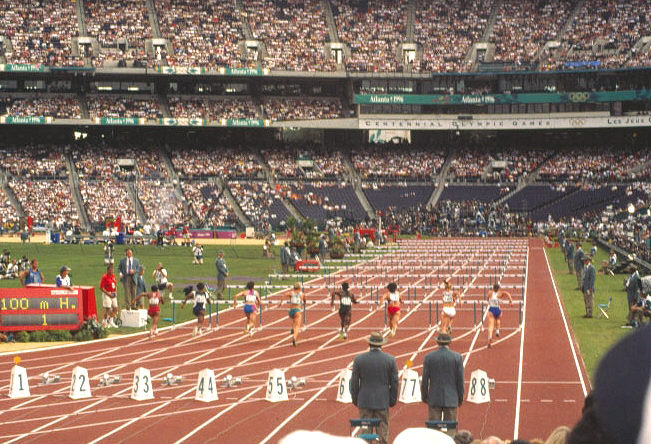
100 m tanques als Jocs Olímpics d'Atlanta

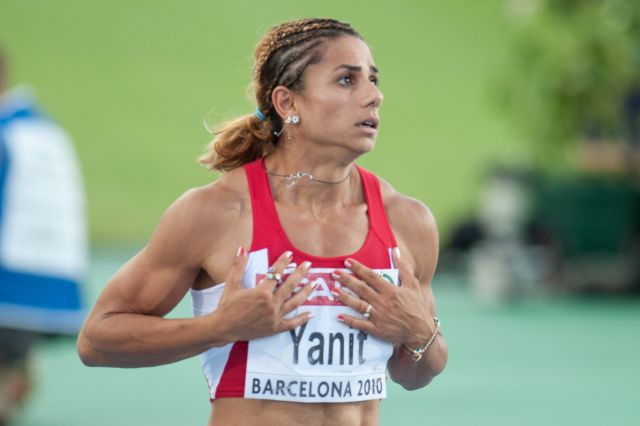
Nevin Yanıt, medalla d'or a Barcelona 2010.

Els 100 metres tanques són una prova d'atletisme que només es diputa en la seva modalitat femenina, ja que els homes disputen la prova dels 110 metres tanques. L'altura de les tanques és de 84 centímetres, trobant-se la primera a 13 metres de la sortida i les nou restants a intervals de 8,5 metres. La prova dels 110 metres tanques forma part del programa dels Jocs Olímpics de l'era moderna des de l'edició celebrada a Múnic el 1972 que va substituir la prova dels 80 metres tanques que va començar a disputar-se als Jocs Olímpics de Los Angeles de 1932.

## Rècords
- actualitzat a 19 d'abril de 2024

| Àrea                                 | Dones     | Dones      | Dones                 | Dones        | Dones        | Dones      |
| Àrea                                 | Temps (s) | Vent (m/s) | Atleta                | País         | Lloc         | Data       |
| ------------------------------------ | --------- | ---------- | --------------------- | ------------ | ------------ | ---------- |
| Rècord del Món                       | 12.12     | +0.9       | Tobi Amusan           | Nigèria      | Eugene       | 24-07-2022 |
| Rècord Olímpic                       | 12.26     | -0.2       | Jasmine Camacho-Quinn | Puerto Rico  | Tòquio       | 1-08-2021  |
| Rècord Campionat del Món             | 12.12     | +0.9       | Tobi Amusan           | Nigèria      | Eugene       | 24-07-2022 |
| Àfrica                               | 12.12     | +0.9       | Tobi Amusan           | Nigèria      | Eugene       | 24-07-2022 |
| Amèrica del Nord, Central i el Carib | 12.20     | +0.3       | Kendra Harrison       | Estats Units | Londres      | 23-07-2016 |
| Amèrica del Sud                      | 12.49     | +1.3       | Maribel Caicedo       | Equador      | Arizona      | 23-05-2024 |
| Àsia                                 | 12.44     | +1.8       | Olga Xixíguina        | Kazakhstan   | Lucerna      | 27-06-1995 |
| Europa                               | 12.21     | +0.7       | Iordanka Donkova      | Bulgària     | Stara Zagora | 20-08-1988 |
| Oceania                              | 12.28     | +1.1       | Sally Pearson         | Austràlia    | Mònaco       | 28-07-2009 |

## Millors marques mundials
- actualitzat a 19 d'abril de 2025.[2]

| Ranking | Marca | Vent (m/s) | Atleta                | País         | Data                  | Lloc         | Ref.  |
| ------- | ----- | ---------- | --------------------- | ------------ | --------------------- | ------------ | ----- |
| 1       | 12.12 | +0.9       | Tobi Amusan           | Nigèria      | 24 de juliol de 2022  | Eugene       | [ 3 ] |
| 2       | 12.20 | +0.3       | Kendra Harrison       | Estats Units | 22 de juliol de 2016  | Londres      | [ 4 ] |
| 3       | 12.21 | +0.7       | Yordanka Donkova      | Bulgària     | 20 d'agost de 1988    | Stara Zagora |       |
| 4       | 12.24 | -0.4       | Ackera Nugent         | Jamaica      | 30 d'agost de 2024    | Roma         | [ 5 ] |
| 5       | 12.25 | +1.4       | Ginka Zagorcheva      | Bulgària     | 8 d'agost de 1987     | Drama        |       |
| 5       | 12.25 | +0.7       | Masai Russell         | Estats Units | 30 de juny de 2024    | Eugene       | [ 6 ] |
| 7       | 12.26 | +1.7       | Ludmila Narozhilenko  | Rússia       | 6 de juny de 1992     | Sevilla      |       |
| 7       | 12.26 | +1.2       | Brianna Rollins       | Estats Units | 22 June 2013          | Des Moines   | [ 7 ] |
| 7       | 12.26 | -0.2       | Jasmine Camacho-Quinn | Puerto Rico  | 1 d'agost de 2021     | Tòquio       | [ 8 ] |
| 10      | 12.28 | +1.1       | Sally Pearson         | Austràlia    | 3 de setembre de 2011 | Daegu        | [ 9 ] |

## Campiones olímpiques
| Campionat           | Or                           | Plata                        | Bronze                        |
| Múnic 1972          | Annelie Ehrhardt (GDR)       | Valeria Bufanu (ROU)         | Karin Balzer (GDR)            |
| Mont-real 1976      | Johanna Schaller-Klier (GDR) | Tatyana Anisimova (URS)      | Natalya Lebedeva (URS)        |
| Moscou 1980         | Vera Komisova (URS)          | Johanna Schaller-Klier (GDR) | Lucyna Langer (POL)           |
| Los Angeles 1984    | Benita Fitzgerald (EUA)      | Shirley Strong (GBR)         | Michèle Chardonnet (FRA)      |
| Los Angeles 1984    | Benita Fitzgerald (EUA)      | Shirley Strong (GBR)         | Kim Turner (USA)              |
| Seül 1988           | Yordanka Donkova (BUL)       | Gloria Siebert (GDR)         | Claudia Zackiewicz (FRG)      |
| Barcelona 1992      | Voula Patoulidou (GRE)       | LaVonna Martin (EUA)         | Yordanka Donkova (BUL)        |
| 1996 Atlanta        | Ludmila Engquist (SWE)       | Brigita Bukovec (SLO)        | Patricia Girard (FRA)         |
| Sydney 2000         | Olga Xixíguina (KAZ)         | Glory Alozie (NGR)           | Melissa Morrison (EUA)        |
| Atenes 2004         | Joanna Hayes (EUA)           | Olena Krasovska (UKR)        | Melissa Morrison (EUA)        |
| Beijing 2008        | Dawn Harper (EUA)            | Sally McLellan (AUS)         | Priscilla Lopes-Schliep (CAN) |
| Londres 2012        | Sally Pearson (AUS)          | Dawn Harper (EUA)            | Kellie Wells (EUA)            |
| Rio de Janeiro 2016 | Brianna Rollins (EUA)        | Nia Ali (EUA)                | Kristi Castlin (EUA)          |
| Tòquio 2020         | Jasmine Camacho-Quinn (PUR)  | Kendra Harrison (EUA)        | Megan Tapper (JAM)            |
| París 2024          | Masai Russell (EUA)          | Cyréna Samba-Mayela (FRA)    | Jasmine Camacho-Quinn (PUR)   |

## Campiones mundials
| Campionat        | Or                           | Plata                         | Bronze                       |
| Hèlsinki 1983    | Bettine Jahn (GDR)           | Kerstin Knabe (GDR)           | Ginka Zagorcheva (BUL)       |
| Roma 1987        | Ginka Zagorcheva (BUL)       | Gloria Uibel (GDR)            | Cornelia Oschkenat (GDR)     |
| Tòquio 1991      | Ludmila Narozhilenko (URS)   | Gail Devers (EUA)             | Nataliya Grygoryeva (URS)    |
| Stuttgart 1993   | Gail Devers (EUA)            | Marina Azyabina (RUS)         | Lynda Tolbert-Goode (EUA)    |
| Göteborg 1995    | Gail Devers (EUA)            | Olga Xixíguina (KAZ)          | Yuliya Graudyn (RUS)         |
| Atenes 1997      | Ludmila Engquist (SWE)       | Svetla Dimitrova (BUL)        | Michelle Freeman (JAM)       |
| Sevilla 1999     | Gail Devers (EUA)            | Glory Alozie (NGR)            | Ludmila Engquist (SWE)       |
| Edmonton 2001    | Anjanette Kirkland (EUA)     | Gail Devers (EUA)             | Olga Xixíguina (KAZ)         |
| Saint-Denis 2003 | Perdita Felicien (CAN)       | Brigitte Foster-Hylton (JAM)  | Miesha McKelvy (EUA)         |
| Hèlsinki 2005    | Michelle Perry (EUA)         | Delloreen Ennis-London (JAM)  | Brigitte Foster-Hylton (JAM) |
| Osaka 2007       | Michelle Perry (EUA)         | Perdita Felicien (CAN)        | Delloreen Ennis-London (JAM) |
| Berlín 2009      | Brigitte Foster-Hylton (JAM) | Priscilla Lopes-Schliep (CAN) | Delloreen Ennis-London (JAM) |
| Daegu 2011       | Sally Pearson (AUS)          | Danielle Carruthers (EUA)     | Dawn Harper (EUA)            |
| Moscou 2013      | Brianna Rollins (EUA)        | Sally Pearson (AUS)           | Tiffany Porter (GBR)         |
| Beijing 2015     | Danielle Williams (JAM)      | Cindy Roleder (GER)           | Alina Talay (BLR)            |
| Londres 2017     | Sally Pearson (AUS)          | Dawn Harper-Nelson (EUA)      | Pamela Dutkiewicz (GER)      |
| Doha 2019        | Nia Ali (EUA)                | Kendra Harrison (EUA)         | Danielle Williams (JAM)      |
| Eugene 2022      | Tobi Amusan (NGR)            | Britany Anderson (JAM)        | Jasmine Camacho-Quinn (PUR)  |
| Budapest 2023    | Danielle Williams (JAM)      | Jasmine Camacho-Quinn (PUR)   | Kendra Harrison (EUA)        |